# Matthijs Maris
Matthijs Maris (L'Aia, 17 agosto 1839 – Londra, 22 agosto 1917) è stato un pittore e incisore olandese.

## Biografia

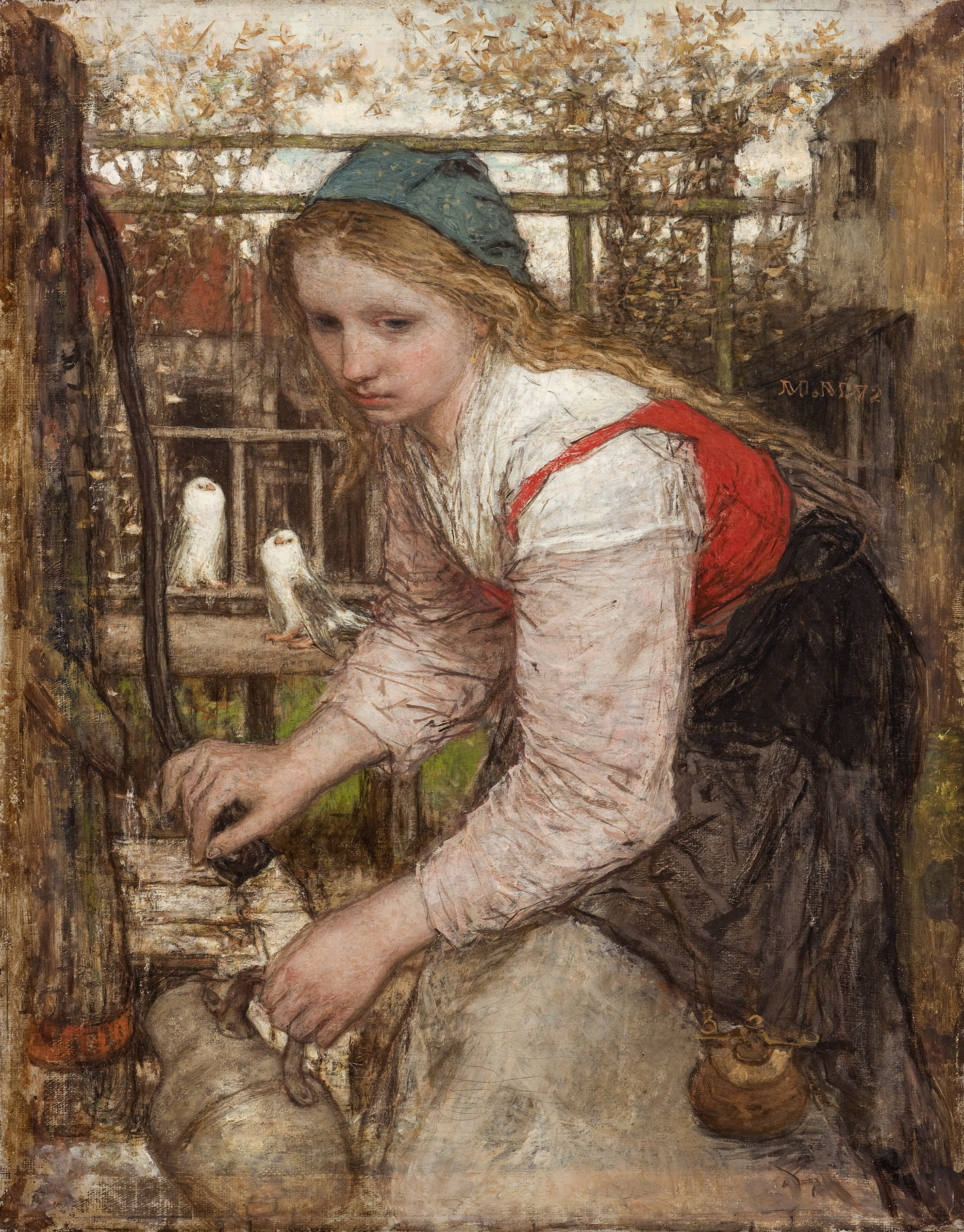
Matthijs Maris, Ragazza alla fontana, Museo di Groninga

Fratello minore di Jacob e fratello maggiore di Willem Maris, si formò all'Accademia di belle arti dell'Aia, dal 1853 al 1855, dove seguì i corsi di Louis Meijer ed ottenne dalla regina d'Olanda una pensione. Studiò in seguito all'Accademia di belle arti di Anversa, dal 1855 al 1858, dove divenne un allievo di Nicaise de Keyser. Insieme al fratello Jacob lavorava nello stesso atelier dove dipingeva Lawrence Alma-Tadema.
Con il fratello Jacob, nel 1860 compì un viaggio di studio e formazione, in Svizzera e in Germania, e venne così a contatto con opere di pittori romantici tedeschi. Visitò Parigi, fra il 1865 e il 1867, e lì conobbe l'opera di Jean-Baptiste Camille Corot. Nei suoi paesaggi si avvertiva chiaramente un diffuso sentimento romantico, espresso in toni mistici e quasi toccanti. Espose sue tele, nel 1872 e nel 1873, al Salon di Parigi.
Si recò poi a Londra, nel 1877, dove accettò l'incarico di disegnare cartoni per vetrate. Fu anche autore di vedute urbane e di scene di genere, realizzate con qualche accento di simbolismo. S'ispirò anche a temi leggendari e ad episodi di opere letterarie, in particolare tragedie di Shakespeare, sotto lo stimolo della pittura preraffaellita e con toni intimistici. Espresse la sua accesa sensibilità anche in acqueforti, caratterizzate da un grafismo sottile e preciso.

### Opere
- Ricordo di Amsterdam, 1871, Rijksmuseum (Amsterdam)